# Amblypodia eucolpis
Amblypodia eucolpis är en fjärilsart som beskrevs av Kirsch 1877. Amblypodia eucolpis ingår i släktet Amblypodia och familjen juvelvingar. Inga underarter finns listade i Catalogue of Life.